# Leszczyna (Basse-Silésie)
Pour les articles homonymes, voir Leszczyna.
Leszczyna est une localité polonaise de la gmina et du powiat de Złotoryja en voïvodie de Basse-Silésie.